# 盛岡大学
盛岡大学（もりおかだいがく、英語: The University of Morioka）は、岩手県滝沢市砂込808に本部を置く日本の私立大学。1950年創立、1981年大学設置。大学の略称は盛大（もりだい）。
キリスト教学校である。

## 概要
学則第1条に「キリスト教精神により、教育基本法に則り、学術を教授研究し、広い視野と高い識見を養い、文化の向上と社会の福祉に貢献する有為な人間を育成することを目的とする」と謳っている。2学部5学科の小規模大学だが、岩手県内の四年制私立大学で唯一、人文科学を専門とする学部を有する大学である。
なお、大学所在地は盛岡市ではなく、その隣の滝沢市である。また、附属高校を持っている県内唯一の大学である。
建学の聖句：「いつも喜んでいなさい。絶えず祈りなさい。すべての事について感謝しなさい。」（新約聖書『テサロニケの信徒への手紙 １』５章16－18節）

## 沿革
- 1950年 - 細川泰子が盛岡市に生活研究所を開設
- 1952年 - 盛岡生活学園開設
- 1954年 - 盛岡生活学園を盛岡栄養専門学校とに名称変更
- 1956年 - 学校法人生活学園認可
- 1957年 - 愛育幼稚園開設
- 1958年 - 生活学園高等学校開設（現盛岡大学附属高等学校）
- 1961年 - 盛岡調理師学校開設（現盛岡調理師専門学校）
- 1964年 - 盛岡栄養専門学校を母体に生活学園短期大学食物栄養科設置（現盛岡大学短期大学部）
- 1966年 - 生活学園短期大学に保育科増設（現幼児教育科）
- 1968年 - 生活学園短期大学附属幼稚園開設（現盛岡大学附属厨川幼稚園）
- 1973年 - 松園幼稚園開設（現盛岡大学附属松園幼稚園）
- 1977年 - 生活学園短期大学保育科を幼児教育科と改称
- 1981年 - 盛岡大学開学 文学部英米文学科・児童教育学科設置
- 1987年 - 文学部日本文学科増設、カナダ・カモーソン大学と姉妹校提携
- 1989年 - 厨川キャンパス（現盛岡大学附属高等学校）から砂込キャンパス（現在地）に移転
- 1990年 - 高橋富雄 生活学園短期大学学長に就任
- 1990年 - 生活学園短期大学を盛岡大学短期大学部に改称
- 1990年 - 盛岡大学学長 生活学園創立者 細川泰子 逝去
- 1990年 - 高橋富雄 盛岡大学学長に就任
- 1990年 - 盛岡大学短期大学部砂込キャンパスに移転
- 1990年 - 短期大学部2号館完成
- 1993年 - 学生会館完成、セミナーハウス完成
- 1995年 - 学校法人生活学園を学校法人盛岡大学に名称変更
- 1998年 - 太田稔、盛岡大学・盛岡大学短期大学部学長に就任
- 2000年 - 加藤章、盛岡大学・盛岡大学短期大学部学長に就任
- 2001年 - 盛岡大学附属愛育幼稚園閉園
- 2005年 - 文学部社会文化学科開設、文学部英米文学科を英語文化学科と改称、新図書館完成
- 2010年 - 栄養科学部栄養科学科開設
- 2019年 - 高橋俊和、盛岡大学・盛岡大学短期大学部学長に就任
- 2024年 - 学校法人盛岡大学理事会は､2025年4月からの新学長に長谷川公一東北大学名誉教授(尚絅学院大学特任教授､社会学者)を選任したことを発表した

## 学部・学科
文学部
- 英語文化学科
- 日本文学科
- 社会文化学科
- 児童教育学科

栄養科学部
- 栄養科学科

## 専攻科
- 英米文学専攻科
- 日本文学専攻科
- 児童教育学専攻科

## 対外関係

### 他大学との協定

#### 国内大学
- 放送大学学園と単位互換協定を結んでおり、放送大学で取得した単位を卒業に要する単位として認定することができる[3]

## 大学関係者一覧

### 教員
- 高橋富雄 - 元学長
- 徳田元 - 元学長
- 盛岡大学出身の人物一覧

## 交通アクセス
- IGRいわて銀河鉄道盛岡駅より岩手県北バス利用。
  - 東口2番のりばより「沼宮内営業所行」に乗車した場合、｢盛岡大学前｣下車。
  - 東口2番のりば、または西口26番のりばより「盛岡大学行」に乗車した場合、｢盛岡大学｣終点下車。
- 東北自動車道滝沢インターから国道4号北へ車で5分。

## 系列校
- 盛岡大学短期大学部
- 盛岡大学附属高等学校